# Unisport de Sokodé
Unisport de Sokodé – togijski klub piłkarski grający w togijskiej pierwszej lidze, mający siedzibę w mieście Sokodé.

## Występy w afrykańskich pucharach
| Sezon     | Rozgrywki           | Runda   | Kraj    | Klub                     | Dom | Wyjazd | Dwumecz |
| --------- | ------------------- | ------- | ------- | ------------------------ | --- | ------ | ------- |
| 2020/2021 | Puchar Konfederacji | wstępna | Kamerun | Coton Sport FC de Garoua | 0–2 | 1–0    | 1–2     |

## Stadion
Domowe mecze klub rozgrywa na stadionie o nazwie Stade Municipal w Sokodé. Stadion może pomieścić 10000 widzów.

## Reprezentanci kraju grający w klubie
Stan na lipiec 2023.
| - Ashraf Agoro - Issifou Bourahana - Djalilou Madjedje | - Wassiou Ouro-Gneni - Nouredine Yacoubou |